# Sporting Club mazamétain
Maillots
Actualités
Dernière mise à jour : 30 janvier 2020.
Le Sporting Club mazamétain est un club de rugby à XV français situé à Mazamet.
En 1958, le club est vice-champion de France et remporte le challenge Yves du Manoir. En 1985, le SCM est champion de France de 2e division.
Le club quitte l'élite du rugby français en 1992 après un match de pré-barrage perdu contre Angoulême. Les Mazamétains évoluent actuellement en Fédérale 1.

## Histoire

### Naissance du rugby à Mazamet en 1898

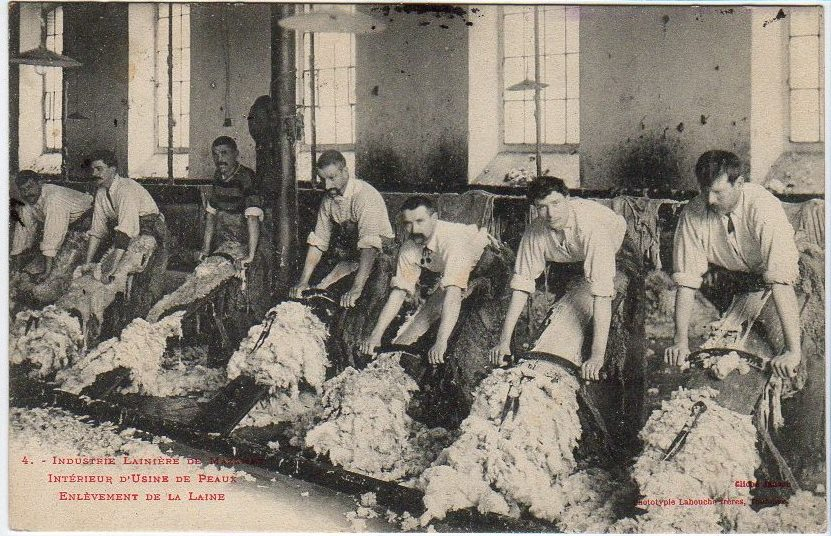
Le travail des « délaineurs » à Mazamet.

À Mazamet, c'est dans un contexte économique favorable, grâce au textile et au délainage ainsi qu'à de nombreux échanges avec le monde anglo-saxon, que quelques sportifs mazamétains, fils d'industriels pour la plupart, sont séduits par un nouveau sport pratiqué par leurs amis d'outre-Manche.

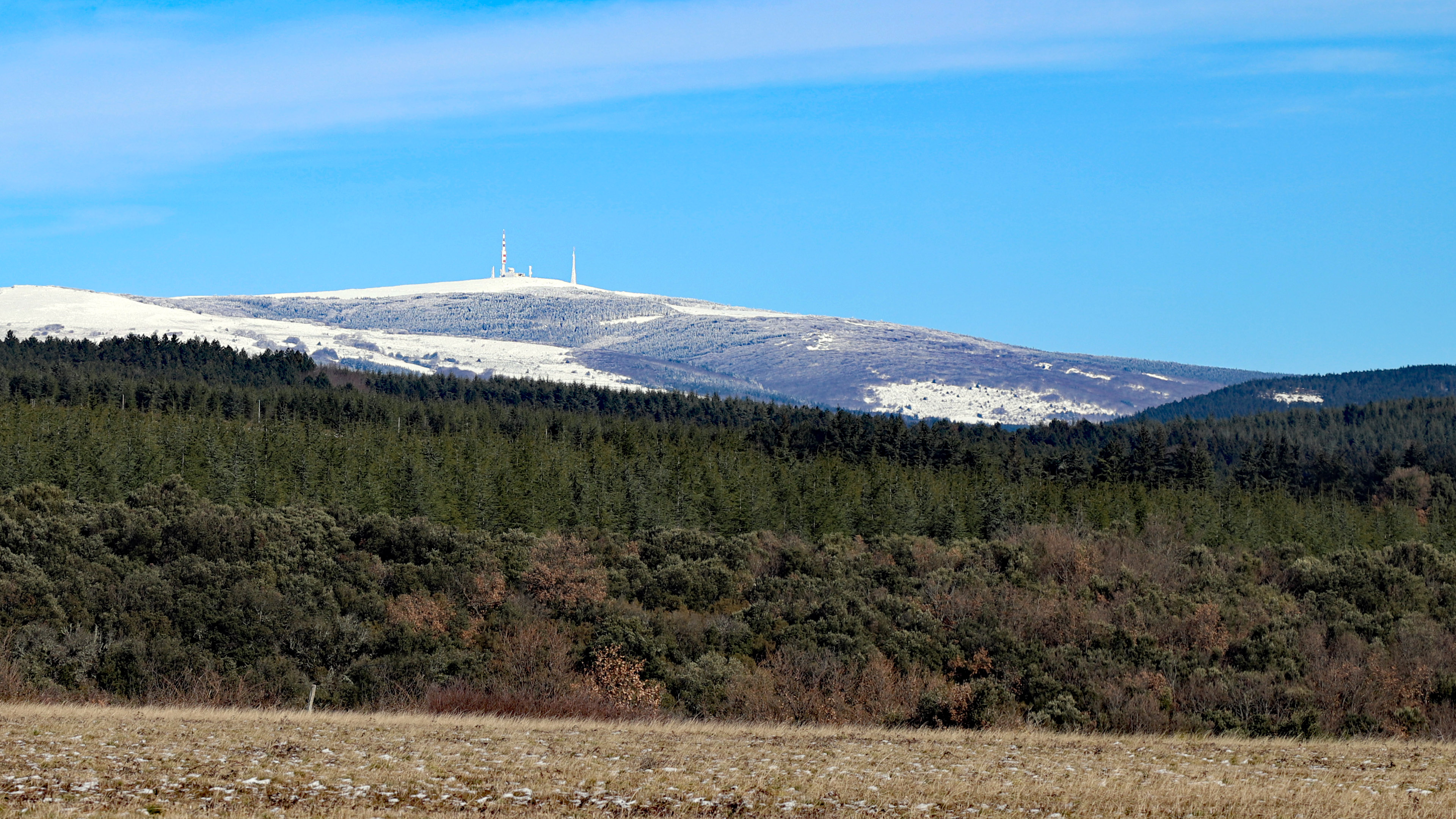
Pic de Nore, le point culminant de la montagne Noire.

Le rugby fait son apparition au pied de la Montagne Noire.
Nous sommes en 1898, et le premier nom du club sera le Véloce.

### Fondation du club (1905)
C'est à partir de 1905 que le rugby prend à Mazamet toute sa dimension grâce à Albert Vidal qui lui donne une organisation associative : le Sporting Club mazamétain, en bleu et noir, va sur tous les terrains défendre les couleurs de la ville.

### Premiers succès (années 1910-1920)
Le 1er janvier 1911, le SC Mazamet devient champion du Tarn en s'imposant 14 à 0 face à son rival le Castres olympique.
C'est une grande année pour le rugby mazamétain qui, le 10 mars, enlève le titre de troisième série et devient champion des Pyrénées en 1911.
Ce premier succès rend le club ambitieux et attire de nombreux jeunes de la ville et même de la région. Des joueurs talentueux, tels que Bacquet, Andouar, Raynaud, Nouvel, Anthony et Prat conduisent le SC Mazamet vers une série de victoires entre 1911 et 1926. Le club est notamment champion de France de deuxième série en 1924 après une victoire en finale contre les voisins de Graulhet.
Mazamet remonte donc en première division en 1925.
Troisième de sa poule de cinq, Mazamet est toutefois relégué en deuxième division.
Le SC Mazamet dispute ensuite la finale du championnat de France de deuxième division, perdue contre le Racing CF de l'ouvreur Yves du Manoir qui réussit alors une partie étourdissante.
Le club remonte ainsi en première division en 1927 avant d'être à nouveau relégué en 1929.

### Allers-retours entre la première et la deuxième division (1930-1950)
Après de nombreux incidents, les joueurs abandonnent en masse le rugby pour se tourner vers d'autres sports.
Quelques anciens vont tenter de redonner vie au club entre 1935 et 1939. Mazamet est champion de France de deuxième série en 1938 puis de troisième division la saison suivante avant que la guerre ne mobilise l'essentiel des effectifs.
jusqu'en 1945 entraînant la mise en sommeil du club.
De par ses résultats obtenus avant la seconde guerre mondiale, le SC Mazamet est admis dans la première division élargie à 126 clubs en 1945. L'année suivante en 1946, ne faisant pas partie des 32 meilleurs clubs, il est reversé dans le second groupe.
Renforcé par le centre toulousain Marius Garrigues, Mazamet parvient à remonter en première division en 1948 via une poule de barrage où le devance le FC Auch, le Red Star et Fumel.
Pourtant renforcé par l'ailier Jacques Lepatey qui portera durant 14 saisons les couleurs du club, Mazamet termine dernier de sa poule en 1949 avec un bilan de 2 victoires, 1 nul et 7 défaites, il est reversé dans une poule de barrage en 1950 pour rester en première division.
Devançant Roanne et Givors, il reste en première division où il réussit une belle saison.
Invaincu à domicile et vainqueur sur le terrain du Creusot, il atteint les huitièmes de finale où il est éliminé par Limoges 9-3.
En 1951, Mazamet termine en milieu de tableau mais échoue à se qualifier pour la seconde phase avec les 24 meilleurs clubs français.

### Les années glorieuses (1952-1961)
Le SC Mazamet du capitaine Lucien Mias qui arrive de Narbonne dispute quatre huitièmes de finale entre 1952 et 1956.
Mazamet s’incline aussi en seizième de finale du championnat de France après une courte défaite 12 à 14 contre le futur vainqueur le FC Grenoble en 1954.

#### Finaliste en challenge Yves du Manoir en 1955
En 1955, les lainiers perdant la finale du Challenge Yves du Manoir contre les Catalans de Perpignan.
XV de Mazamet : E. Jougla, J. Lepatey, Delpech, Girard, R. Jougla, Garrigues, Duffaut, Servant, Lagarde, Najac, Mias (cap), Masbou, Aymar, Lacoste, Aldo Quaglio.
En Championnat, ils sont battus en huitième de finale par Montferrand 6-3.
L'ailier Jacques Lepatey est sélectionné cette saison-là en équipe de France.
L'année suivante, Mazamet s'incline encore de justesse 10 à 8 en huitième de finale du Championnat contre le Castres olympique futur demi-finaliste.
En Challenge, il termine deuxième de son groupe derrière Béziers mais seul le premier est qualifié pour les demi-finales.
En 1957, Mazamet atteint encore les seizièmes de finale du Championnat championnat mais manque la qualification en Challenge.

#### Vice-champion de France en 1958

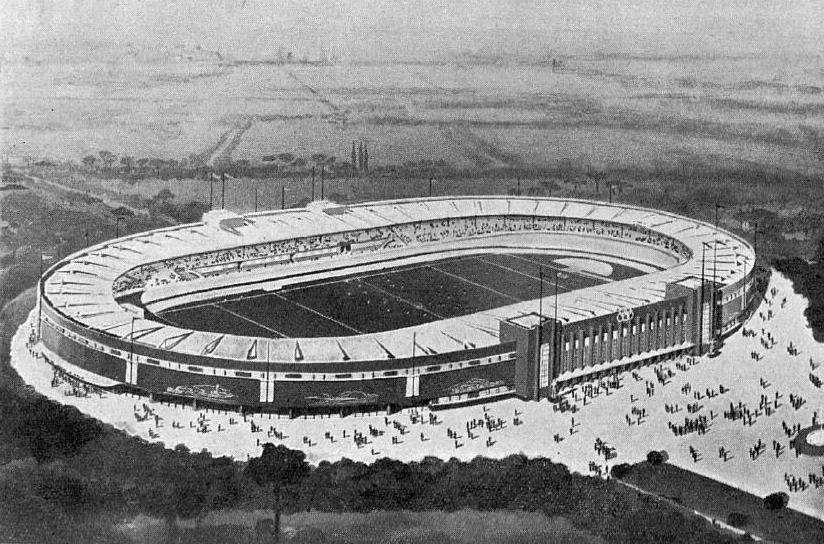
Le stade municipal de Toulouse où Mazamet s'incline en finale contre Lourdes en 1958.

Dans les années 1950, période de prospérité pour la ville, le club voit arriver au sein de son effectif des joueurs comme Lucien Mias, Aldo Quaglio, et Jacques Lepatey, qui sous la présidence de Jean Fabre, mènent le SCM au sommet du rugby français. Le club connut son heure de gloire en 1958.
Cette année-là, le capitaine Lucien Mias et ses coéquipiers atteignent la finale du championnat de France.
Après avoir dominé notamment Grenoble 14-0 en quart et le Paris UC 18-6 en demi-finale, les Mazamétains s'inclinent (25-8) contre le FC Lourdes du capitaine Jean Prat au stadium de Toulouse. Pourtant dans cette finale, ce sont les Mazamétains souvent dominateurs par leurs avants qui feront le jeu.
Le journal «La Montagne noire» dira : «Le Sporting succombe avec panache» et fustigera le rugby lourdais : «Les bleu et noir sont malheureux dans leurs tentatives, pour une large part imputable à la position à l'extrême limite du hors-jeu voire carrément hors jeu des Lourdais».
XV de Mazamet : Dominique Manterola, Guy Lacoste, Georges Biénès, André Masbou, Lucien Mias, Yvan Duffour, Aldo Quaglio, Jean Arrambide, (m) Jacques Serin, (o) Emile Duffaut, André Fort, Maurice Pastre, Guy Roques, Jacques Lepatey, Etienne Jougla

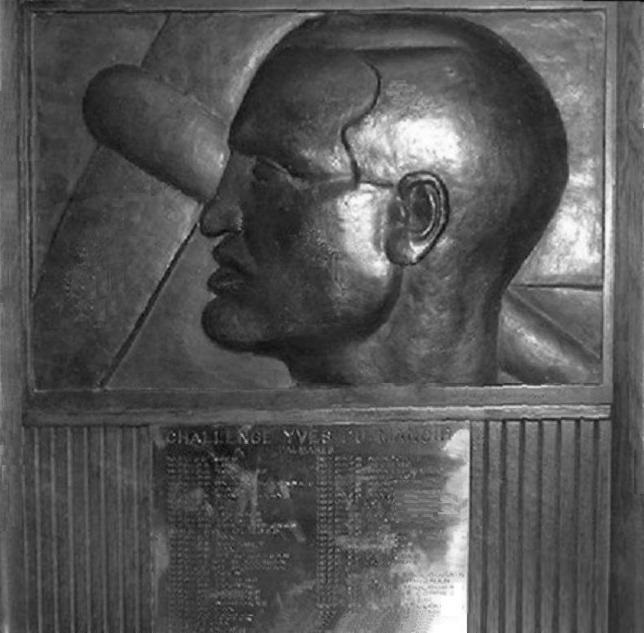
Mazamet remporte le challenge Yves du Manoir en 1958.

#### Dernières saisons glorieuses
Cette même année le club remporte le challenge Yves du Manoir face au Stade montois sur le score de 6-0 après avoir terminé la compétition invaincu.
C'est le seul club du Tarn à avoir remporté ce trophée.
L'année suivante, Mazamet termine 2e club français à l'issue des matchs de poules mais est éliminé dès les quarts de finale 3-0 par La Voulte dans un match où les frères Camberabero auront usés de leurs coups de pied prodigieux de facilité pour mettre à mal leur prestigieux adversaire.
La même année, Mazamet atteint aussi les quarts de finale du Challenge Yves du Manoir où il est éliminé par Dax 19-12, futur vainqueur de l'épreuve.
Mazamet est encore huitième de finaliste du Championnat en 1960 tandis qu'en Challenge, il atteint les demi-finales où après avoir largement battu Périgueux 15-0 en quart, il est éliminé par Béziers de Pierre Danos 8-3 en demi-finale à Narbonne.
En 1961, Mazamet atteint les quarts de finale du Championnat où il est battu par Chambéry 19-3 et les quarts de finale du Challenge où il est battu par Lourdes 6-0.

### Dernières années en première division (1962-1982)
La saison 1962 s'annonce mal. De nombreux joueurs   et notamment Lucien Mias décident de raccrocher les crampons et le président Jean Fabre passe la main à un nouveau comité directeur, dirigé par Henri de Malherbe. Le club atteint toutefois encore les huitièmes de finale du Championnat.
Mazamet est ensuite battu en seizième de finale du Championnat en 1963 et en 1964 puis échoue à se qualifier en 1965 après 13 qualifications consécutives.
En 1966, Mazamet termine dernier de sa poule en Championnat mais est repêché, les dernières places pour la première division étant attribuées à la discrétion du comité de direction de la FFR entre les demi-finaliste du championnat de France de deuxième division et les derniers de leur poule de première division.
La Fédération choisi ainsi de repêcher outre Mazamet le Stade toulousain, le SBUC, l'US Tyrosse et le CS Bourgoin-Jallieu.
Pendant quatre saisons, c'est le temps de la restructuration mais le club est relégué en 1970. La saison 1971 est abordée dans un nouvel état d'esprit. Le Sporting évolue en deuxième division mais retrouve l'élite grâce à une victoire sur Le Creusot lors du match décisif.
Le club ne reste toutefois qu'une saison dans l'élite avant de redescendre en deuxième division en 1973.
Claude Bonneville franchit en 1975 une marche supplémentaire et accepte la présidence. Le nouveau président fixe ses objectifs : se maintenir parmi les grands et disputer la phase éliminatoire. Pari tenu, Mazamet figure dans les poules de Championnat parmi les 40 clubs de première division groupe A et dispute consécutivement deux seizièmes de finale contre Agen en 1979 et Nice en 1980.

### Descente en groupe B puis en deuxième division (1982-1985)
Mazamet est ensuite renforcé par l'ouvreur Lucien Pariès et le troisième ligne Christian Lanta.
Battu à domicile par le SU Agen, futur champion de France et par l'US Dax, premier club français à l'issue des matchs de poules mais aussi par Le Boucau, Mazamet descend en première division groupe B en 1982 puis en deuxième division deux ans plus tard.

### Le présidence Pujol et le retour vers l'élite

#### Champion de France de deuxième division 1985
Claude Pujol, depuis plusieurs saisons dans les coulisses du club, accède à la présidence et mène le Sporting Club mazamétain jusqu'à la plus haute marche de la deuxième division avec le titre de champion de France, en 1985, face à l'US Cognac. De 1985 à 1987, Henri Salvayre rejoint Claude Pujol à la tête du club pour deux saisons en groupe B. Jean Claude Bonnet et Serge Ramière poursuivront la route en groupe B, pour les saisons 1987 et 1988. Et c'est sous l'impulsion de Jean Rouanet que le SC Mazamet, va refaire parler de lui.
L'industriel respecté, va appliquer les mêmes règles que dans son entreprise et Mazamet, renforcé par l'ouvreur castrais Alain Elias, transfuge du RC Narbonne va revivre de beaux moments.

#### Le retour dans l'élite (1990-1992)
En 1990, Mazamet atteint les quarts de finale du championnat de France groupe B.
L'année suivante, le Sporting retrouve en effet l'élite du rugby français (groupe A) via la phase de brassage et joue ainsi les saisons 1991 et 1992 dans l'élite.
Pour sa dernière participation au championnat de France au plus haut niveau, Mazamet est renforcé par le deuxième ligne roumain Adrian Predescu qui restera 10 saisons au club. il affronte, dans la poule 2 du Championnat le SU Agen, l'AS Béziers, la Section paloise, le Stadoceste tarbais, ou encore le Stade bordelais et un certain FC Lourdes. Malgré de belles victoires contre Brive des futurs internationaux Sébastien Viars et Alain Penaud, Agen de l'international Philippe Sella et Pau, le club est relégué après un match de pré-barrage perdu 25-3 contre Angoulême.
Il dispute toutefois la phase finale du championnat de France de groupe B et le club est alors éliminé en demi-finale par Oyonnax 27-13.
Toutefois, le rugby professionnel, autant que la crise industrielle mettront fin à cette aventure, la dernière pour l'instant, au plus haut niveau.

### Retour en première division groupe B
Michel Collange arrive à partir de 1993, est à la tête du club alors que Mazamet est à nouveau rétrogradé en groupe B2 cette fois ci.
Ces années sont marquées par un évènement majeur : le centenaire de l'implantation du rugby à Mazamet en 1898. Après cette date, de 1999 à 2001, c'est Alain Cenes qui assure la présidence et permet au Sporting de se qualifier pour les seizièmes de finale de nationale 1, et en finale du challenge de l'espérance la même année. Puis Luc Frayssinet, prend la direction du club à partir de 2002 pour huit ans. Il sera rejoint à la tête du club en 2009, par Patrick Ruiz, ancien joueur emblématique des années 1980, qui lui-même restera aux commandes pour trois mandats.

### Recherche d'un nouveau souffle (années 2000)
Quand il reprend le SC Mazamet, Luc Frayssinet sait bien que la tâche est immense. D'abord il s'agit de pérenniser le club. Il salue le travail d'Alain Cenes et se retrousse les manches pour redonner ses lettres de noblesse au Sporting, tout en précisant qu'on fera avec ce « qu'on a ».
En 2005, Ugo Mola, qui vient de finir sa carrière de joueur chez le voisin castrais, commence sa carrière d'entraîneur à la tête des bleus et noirs, et continue de porter les valeurs du Sporting. En effet un siècle après sa création, l'esprit du club n'a pas changé et reste l'attraction de la jeunesse sportive mazamétaine. Depuis plus de dix ans la priorité est donnée à un projet sportif essentiellement axé sur la formation des jeunes.
Avec des effectifs en hausse, des éducateurs bénévoles et passionnés, le club possède les atouts pour retrouver son lustre d'antan. La toute nouvelle maison de club, voulue par Luc Frayssinet, avec l'aide des bénévoles, de généreux donateurs et de la municipalité, constitue un élément essentiel sur le nouveau chemin de la gloire.

### Période instable au niveau amateur (2006-2016)
Le travail en profondeur de Mola et des têtes pensantes du Sporting porte ses fruits. Le SCM jouera en 2006-2007 en Fédérale 1.
Mais avec un budget étroit et un projet sportif qui n'est pas à la hauteur des attentes, cette montée est un échec. Il faut dire que les Marseille, Aurillac, Nimes, et autres Graulhet, ont des ambitions pour le moins différentes et les budgets en conséquences. Luc Frayssinet, sait que le contexte économique de Mazamet conjugué aux exploits du CO voisin, n'aide pas à l'affaire. Ce qui n'empêche pas le président de s'attacher les services de Mauricio Reggiardo pour jouer dans l'équipe fanion. Ce dernier sera l'un des artisans de cette remontée.
Le SCM ne fera pas le parcours attendu et reviendra à son point de départ, en Fédérale 2. Après deux saisons en Fédérale 2, le Sporting retrouve des ambitions et monte une nouvelle fois en Fédérale 1.
La saison 2008-2009 a vu l'éclosion d'un groupe très impliqué dans la bonne marche du club et les dirigeants, ne sont pas en reste. Christophe Lucquiaud qui dirige l'équipe senior, voit arriver pour l'exercice 2009/2010 de Fédérale 1, l'élite amateur du rugby français, Alain Gaillard.
De plus, Luc Frayssinet qui, un temps, voulait passer la main, a finalement rempilé avec à ses côtés l'arrivée de Patrick Ruiz, l'un des joueurs emblématiques du club dans les années 1980.

L'objectif était de pérenniser le club en Fédérale 1, mais le manque de budget et les résultats sportifs vont en décider autrement. Début 2010, Luc Frayssinet qui est usé par 8 ans à la tête du club annonce son départ à la fin de la saison en cours. Il va falloir reconstruire en fédérale 2, puisque les playdown sont implacables et surtout attendre des jours meilleurs pour l'économie locale.

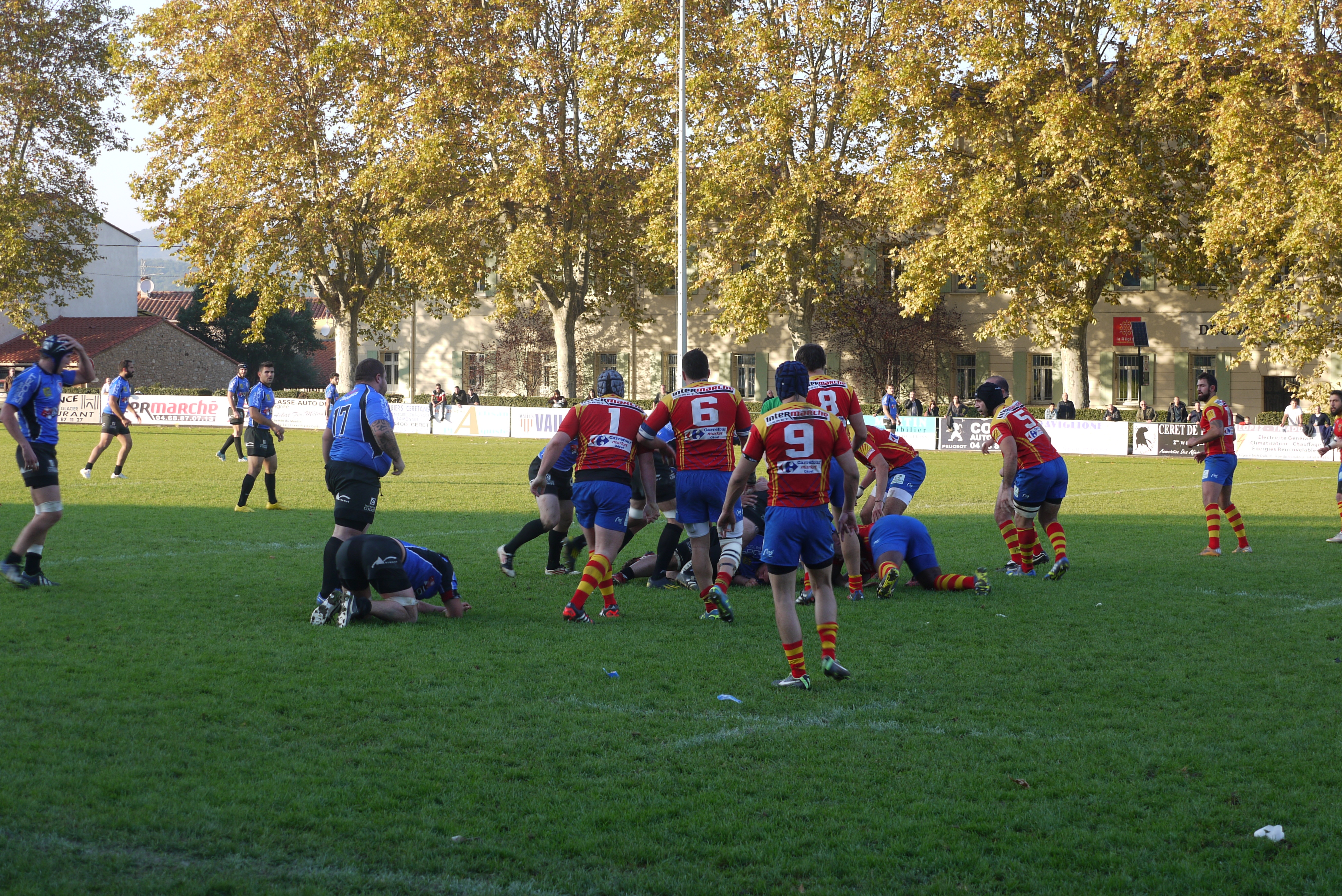
Le Céret sportif lors de la réception du SC Mazamet en 2015

Durant cette phase, dans l'entourage du club on sait les difficultés pour maintenir à flot le navire mazamétain. Et même si Patrick Ruiz passe la main, il reste dans les coulisses. Lui et d'autres, avec l'ensemble des dirigeants, continue de porter son club de cœur à bout de bras.
En ce sens la qualification pour les phases finales 2016, depuis bien longtemps, face à Hendaye, fut un vrai bol d'oxygène et une récompense pour tous les dirigeants et joueurs « bleus et noirs ».

### Présidence Cabrol (2016-2019)
À la fin de la saison 2015-2016, après un seizième de finale perdu, contre Hendaye, le club, sous l'impulsion de Laurent Cabrol, animateur de télévision et journaliste météo sur Europe 1, prend un nouveau virage. Il répond favorablement à la demande des dirigeants du club, son ambition étant d'ancrer le Sporting en Fédérale 1. Il désire s'appuyer sur l'équipe qui a tenu le club durant toutes ses années de disette et convaincre de nouveaux partenaires et des investisseurs à participer au projet. Dans ce but, il parvient à convaincre Michel Drucker, au nom de leur amitié, de devenir le parrain du club « Bleu et Noir ».

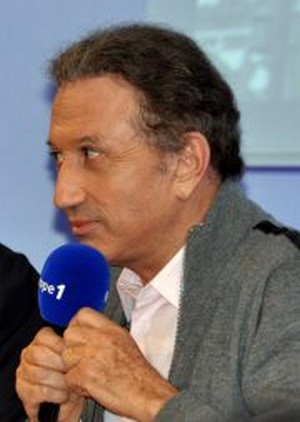
L'animateur Michel Drucker, parrain du SC Mazamet, sous la présidence de Laurent Cabrol.

Néanmoins, lors de la saison 2017-2018, le SCM échoue dans sa tentative d'accéder en Fédérale 1 et reste en Fédérale 2.
Le SCM monte en Fédérale 1 en 2019. Le Président Cabrol quitte ses fonctions.

### Présidence Bonhoure et Rouanet (depuis 2019-)

#### Arrêt de la Fédérale 1 à cause du covid (2020 et 2021)
Mazamet alors promu joue le maintien en Fédérale 1 lors de la saison 2019-2020 avec une onzième place à 6 points du premier non relégable le Céret sportif quand la pandémie du Covid-19 interrompt le championnat de France. Le club est maintenu résultat du gel des championnats amateurs par la Fédération française de rugby. Lors de la saison 2020-2021, la FFR arrête encore la Fédérale 1.

#### Élimination en phase finale et nomination de nouveaux entraîneurs (2022)
Pour la saison 2021-2022, le SCM recrute un demi d'ouverture argentin Ignacio Almela-Udry, le deuxième ligne sud-africain Lubabalo Mtyanda et Julien Dumoulin troisième ligne du RC Narbonne.
Dans la course aux phases finales, Mazamet s'incline, à la Chevalière (10-43), face à l'Union sportive seynoise de Marc Andreu et Julien Caminati, anciens du CO. Au match retour, à l'extérieur, Mazamet est éliminé en perdant lourdement (88-17).
Dans l'incapacité de monter en Nationale 2 provoquant un désaccord avec l'entraîneur et le staff, le co-président Rouanet décide de nommer de nouveaux entraîneurs au SCM : Julien Sidobre et Damien Pagès.

#### Demi-finaliste de Fédérale 1 et refus de monter en Nationale 2 (2023)
Pour la saison 2022-2023, Mazamet recrute Benjamin Caminati en provenance du SC Albi, le centre Kéziah Giordano formé au Stade toulousain et le pilier droit Vincent Simioni formé au Castres olympique.
Le SCM est 5e de sa poule. Les Mazamétains perdent le derby tarnais au stade de la Chevalière contre l'AS Lavaur (20-17). Les lainiers se
qualifient en barrage à La Chevalière contre les Audois de Gruissan. Mazamet élimine Gruissan (22-10) et écarte Annonay rugby en huitième-de-finale aller-retour. Vainqueur de Castelsarrasin en quart de finale aller-retour (48-48 sur l'ensemble des deux matchs mais 6 essais à 4), Mazamet est éliminé en demi-finale contre l'Avenir valencien (30-23) à Blagnac.
Cependant, pour des raisons de moyens financiers insuffisants (estimés à 500 000 euros selon le président Rouanet), le SCM refuse de monter en Nationale 2.
Mazamet recrute le jeune deuxième ligne Dorian Clerc de Provence rugby et l'arrière expérimenté Julien Caminati, âgé de 37 ans, ancien champion de France avec le Castres olympique rejoignant ainsi son frère.

#### Disparition des anciens du SCM, Lucien Mias et Jacques Lepatey (2024)
L'année 2024 est marquée par les décès de deux anciens internationaux du SCM, qui se distinguèrent dans les années 1950, le capitaine Lucien Mias, et Jacques Lepatey.

## Identité visuelle

### Logo
À l'intersaison 2020, le club adopte un nouveau logo.

Évolution du logo
Logo dans les années 1960 à 1980[réf. nécessaire].
Logo des années 1990[réf. nécessaire] à 2020.
Logo instauré depuis 2020.

## Palmarès

### Détail du palmarès
| Compétitions nationales | Compétitions disparues | Anciennes compétitions régionales                                                                                |
| --- | --- | --- |
| Championnat de France de première division - Finaliste (1) : 1958 Championnat de France de deuxième division - Champion (1) : 1985 - Finaliste (1) : 1926 Championnat de France de troisième division - Champion (1) : 1939 | Challenge Yves Du Manoir - Vainqueur (1) : 1958 - Finaliste (1) : 1955 Challenge de l'Espérance - Finaliste (1) : 1999 Challenge de l'Amitié - Vainqueur (1) : 1973 Coupe de l'Espérance - Vainqueur (1) : 1992 Challenge Paul Roca • Vainqueur (1) : 1952 | Championnat du Tarn - Vainqueur (1) : 1911 Championnat de France de deuxième série - Champion (2) : 1924 et 1938 |

### Finales disputées
| Date de la finale | Vainqueur  | Score  | Finaliste  | Lieu de la finale         | Spectateurs |
| ----------------- | ---------- | ------ | ---------- | ------------------------- | ----------- |
| 18 mai 1958       | FC Lourdes | 25 - 8 | SC Mazamet | Stade municipal, Toulouse | 37 164      |

| Date de la finale | Vainqueur             | Score  | Finaliste  | Lieu de la finale              | Spectateurs |
| ----------------- | --------------------- | ------ | ---------- | ------------------------------ | ----------- |
| 15 mai 1985       | SC Mazamet            | 12 - 6 | US Cognac  | Stade Paul-Vignaux, Lombez     | 4 000       |
| 2 mai 1926        | Racing Club de France | 17 - 3 | SC Mazamet | Stade Yves-du-Manoir, Colombes | ?           |

| Date de la finale | Vainqueur     | Score   | Finaliste     | Lieu de la finale              | Spectateurs |
| ----------------- | ------------- | ------- | ------------- | ------------------------------ | ----------- |
| 1958              | SC Mazamet    | 6 - 0   | Stade montois | Stade Yves-du-Manoir, Colombes | ?           |
| 1955              | USA Perpignan | 22 - 11 | SC Mazamet    | Stade Yves-du-Manoir, Colombes | ?           |

| Date de la finale | Compétition              | Vainqueur   | Score   | Finaliste         | Lieu de la finale             | Spectateurs |
| ----------------- | ------------------------ | ----------- | ------- | ----------------- | ----------------------------- | ----------- |
| 1999              | Challenge de l'Espérance | SC Graulhet | 25 - 15 | SC Mazamet        | ?                             | ?           |
| 1992              | Coupe de l'Espérance     | SC Mazamet  | 26 - 17 | Miélan            | Stade Ernest-Duffer, Toulouse | ?           |
| 1973              | Challenge de l'Amitié    | SC Mazamet  | ?       | JO Prades         | Albi                          | ?           |
| 1er janvier 1911  | Championnat du Tarn      | SC Mazamet  | 14 - 0  | Castres olympique | Stade Chevalière, Mazamet     | 3 000       |

## Infrastructures

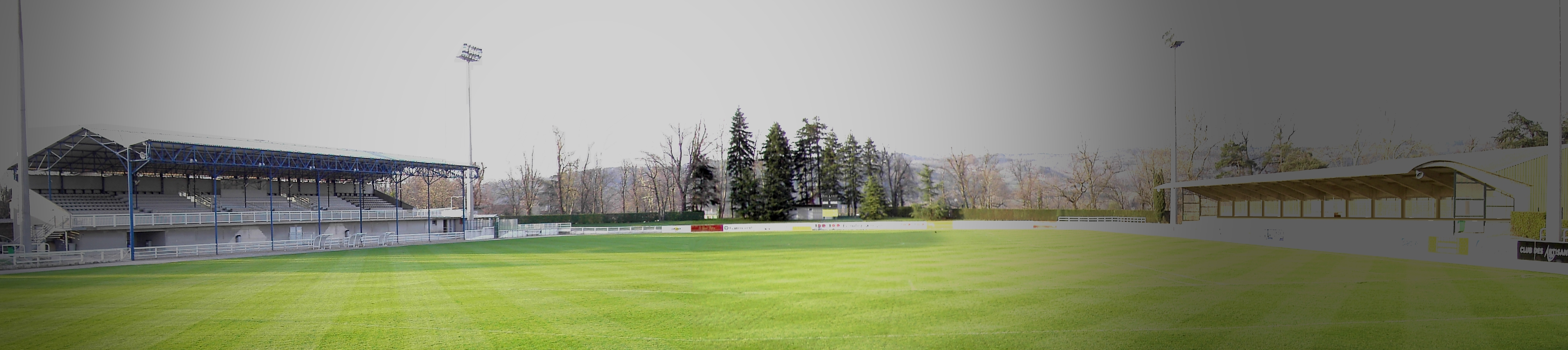
Stade de la Chevalière-Lucien-Mias.

### Stade Lucien Mias
Fin 2024, afin de rendre hommage au capitaine international Lucien Mias, finaliste du championnat de France, vainqueur du challenge Yves du Manoir avec Mazamet en 1958 et décédé quelques mois plus tôt, le stade de la Chevalière est rebaptisé stade de la Chevalière-Lucien-Mias.

## Personnalités du club

### Joueurs emblématiques

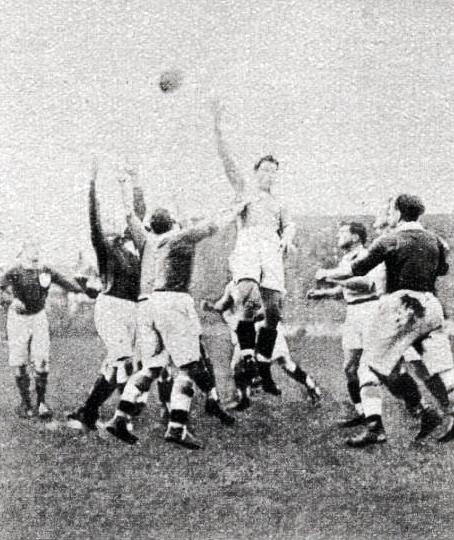
L'international Louis Lepatey au SC Mazamet sautant en touche en 1924.

- Jean-Bernard Bergès
- Philippe Bergès
- Brian Cederwall
- Georges Biénès
- Christian Lanta
- Louis Lepatey
- Jacques Lepatey
- Dominique Manterola
- Serge Martinet
- Lucien Mias
- Lucien Pariès
- Christian Patrice
- Aldo Quaglio
- Aimé Rivel
- Adrian Predescu
- Rachid Quarmouchi
- Jean-Michel Salvatgé
- Alessandro Stoica
- Patrick Ruiz
- Ionel Badiu

### Joueurs formés au club
- Thomas Ramos (International du XV de France), au club jusqu'à ses 15 ans

### Entraîneurs
- Années 1950 :  Jean Matheu-Cambas
- ? :  Henri de Malherbe
- 1974-1975 :  Jean-Claude Guy
- 1995-1998 :  Pierre Arrambide
- 2001-2003 : 🇨🇵 Jacques Quatrevaux et 🇨🇵 Philippe Bergès
- Déc. 2004-mars 2006 :  Philippe Chamayou et  Jean-Marc Aué
- Mars-juin 2006 :  Ugo Mola et  Mauricio Reggiardo
- 2006-avr. 2007 :  Mauricio Reggiardo
- 2007-? :  Christophe Lucquiaud et  Franck Chazalette
- 2009-2010 :  Christophe Lucquiaud
- 2013-févr. 2015 :  Rémy Pagès et  Christophe Lucquiaud
- févr.-juin 2015 :  David Alliès et  Guillaume Garcia
- 2015-2017 :  David Alliès et  Nicolas Hallinger

### Présidents
- 1905-années 1930 :  Albert Vidal
- Années 1950 :  Jean Fabre
- Années 1960 :  Henri de Malherbe
- Années 1970 :  Claude Bonneville
- 1978-1985 :  Yvan Dufour
- 1992-1999 :  Yvan Dufour
- Serge Ramière
- Jean Rouanet
- Michel Collange
- 2003-avr. 2010 :  Luc Fraysinnet et  Patrick Ruiz
- 2013-? :  Roger Puech,  Claude Pujol et  Daniel Rouanet
- 2016-2019 :  Laurent Cabrol et  Daniel Rouanet
- 2019- :  Laurent Bonhoure et  Daniel Rouanet